# 井上源一
井上 源一（いのうえ げんいち、1876年（明治9年）6月15日 – 没年不詳）は、日本の弁護士。愛媛県宇和島市長。

## 経歴
愛媛県出身。1903年（明治36年）、明治大学を卒業。同年、弁護士試験に合格し、弁護士業務に従事した。宇和郡会議員、宇和島市会議員、同議長に選出された。
1933年（昭和8年）に宇和島市長に選出された。
その後、第二十九銀行取締役、宇和島材木会社取締役、南予文化協会理事などを務めた。